# 양산 신흥사 대광전
양산 신흥사 대광전(梁山 新興寺 大光殿)은 대한민국 경상남도 양산시 원동면에 있는, 비로자나불을 모시고 있는 건물로 신흥사의 중심 법당이다. 1992년 1월 15일 대한민국의 보물 제1120호로 지정되었다.

## 개요
신흥사의 중심 법당으로 자비의 빛을 온누리에 비추는 부처를 모시고 있어 대광전이라 한다. 대광전은 조선시대 목조기와집으로 건축기법, 내부의 단청장식과 벽화 등이 뛰어나, 1992년에 보물로 지정되었다. 현재의 건물은 1988년 해체 보수 때, 지붕의 용마루틀 안에서 받치는 목재인 종도리에 먹으로 쓴 기록이 발견되어, 1657년에 지어진 것이 확인되었다.
대광전은 자연석의 주춧돌 위에 둥근 기둥을 세운 앞면 3칸, 옆면 3칸의 규모이다. 추녀 끝이 들리지 않은 맞배지붕을 얹어 무겁고 엄숙한 느낌을 주며, 처마를 받치는 목조장식은 3단으로 아름답게 꾸며졌다. 내부에는 2개의 높은 기둥을 세워 대들보를 받치게 하였고, 우물모양의 천장을 만들었다. 조선중기에 지은 건물이지만, 건축기법은 전기의 특징을 강하게 나타내고 있다.
대광전이 보물의 가치를 가지는 것은 벽화와 단청 때문이다. 지금은 많이 퇴색되었으나, 건축당시의 것으로 보이는 내부의 단청은 색체나 문양이 매우 다양하고 뛰어나다. 좌우 벽과 앞뒤 포격의 안과 밖에 그려져 있는 꽃·불상·신장상 등 벽화는 색상과 수법이 특출하며 비교적 잘 남아 있다. 대부분은 17세기 중엽에 그려진 것이지만, 18세기에 고쳐 그려진 것도 일부 섞여 있다. 특히 높은 기둥의 머리 부분 벽에 그려진 32구의 부처상은 유래가 없을 정도로 훌륭한 화풍과 필치가 돋보이고 있다.

## 같이 보기
- 신흥사
- 양산 신흥사 대광전 벽화 - 대한민국 보물 제1757호
- 양산 신흥사 대광전 석조석가여래삼존좌상 - 경상남도 유형문화재 제577호

## 참고 자료
- 양산 신흥사 대광전 - 국가유산청 국가유산포털